# 法嘉站
法嘉輕軌站（英語：Fajar LRT Station，代號BP10）是新加坡輕軌列車系統武吉班讓輕軌上的一個車站，由SMRT輕軌（SMRT集團）經營，並於1999年11月6日正式啟用。

## 名称由来
该輕軌站沿着法嘉路而建，因而取名为法嘉。法嘉是马来语“Fajar”的中文翻译。“Fajar”在马来语中指的是日落的意识。

## 车站附近

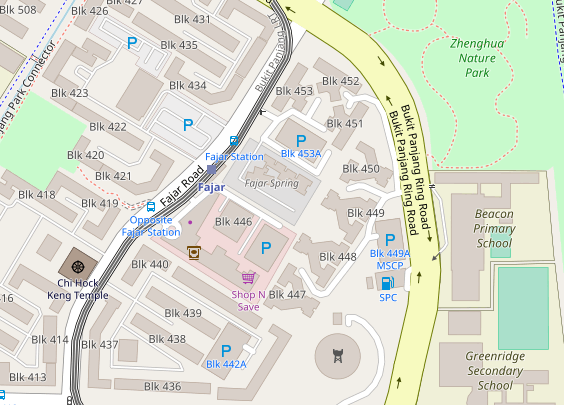
法嘉輕軌站周围图

- 正华公园（英语：Zhenghua Park）[4]
- 法嘉购物中心（大牌446）－ 一个邻里购物中心，主要的购物群是附近的居民[5]
- Beacon小学
- GreenRidge中学
- 祈福宫庙宇

## 事故
2017年3月24号，当末班列车驶出法嘉站后，公众发现有一名男子死于輕軌铁道上。在这之后，SMRT集團发电邮正式该消息属实，并且指出这是武吉班讓輕軌于1999年开始运行以来第三起致命意外。 后来该男子的家人以疏忽导致他人死亡的罪名把SMRT集團控上法庭，并于2018年7月12日以一比不对外透露的赔偿金庭外和解。

## 車站結構[3]
| P 站台 | 側式站台，左側開門 | 側式站台，左側開門                          |
| P 站台 | 站台1              | 武吉班讓輕軌：服務B經柏提往蔡厝港（實加站） |
| P 站台 | 站台2              | 武吉班讓輕軌：服務A經信佳往蔡厝港（萬吉站） |
| P 站台 | 側式站台，左側開門 |                                             |
| L1     | 地面層             | 檢票口、自動售票機、商店 (PAPA TEO)         |

## 出口
| 出口編號 | 建議前往的目的地 | 照片 |
| -------- | ---------------- | ---- |
| A        |                  |      |

## 交通連接

### 輕軌[8]
| 站台         | 首班車 | 首班車 | 首班車            |  | 末班車  |
| ------------ | ------ | ------ | ----------------- |  | ------- |
|              | 一－六 |        | 星期日及 公定假日 |  | 每日    |
| 武吉班讓輕軌 |        |        |                   |  |         |
| 站台1        | 5.08am |        | 5.27am            |  | 12.50am |
| 站台2        | 5.17am |        | 5.36am            |  | 12.59am |